# Saint-Mars-sur-Colmont
Saint-Mars-sur-Colmont ist eine französische Gemeinde mit 440 Einwohnern (Stand: 1. Januar 2022) im Département Mayenne in der Region Pays de la Loire; sie gehört zum Arrondissement Mayenne und zum Kanton Gorron. Die Einwohner werden Marsicolmontois genannt.

## Geographie
Saint-Mars-sur-Colmont liegt etwa 39 Kilometer nordnordöstlich des Stadtzentrums von Laval. Umgeben wird Saint-Mars-sur-Colmont von den Nachbargemeinden Le Pas im Norden, Oisseau im Osten und Süden, Châtillon-sur-Colmont im Südwesten sowie Brecé im Westen.

## Bevölkerungsentwicklung
| Jahr                       | 1962 | 1968 | 1975 | 1982 | 1990 | 1999 | 2006 | 2019 |
| Einwohner                  | 645  | 624  | 522  | 470  | 451  | 435  | 458  | 454  |
| Quellen: Cassini und INSEE |      |      |      |      |      |      |      |      |

## Sehenswürdigkeiten
- Kirche Saint-Médard aus dem 19. Jahrhundert
- Schloss Frénay aus dem 19. Jahrhundert

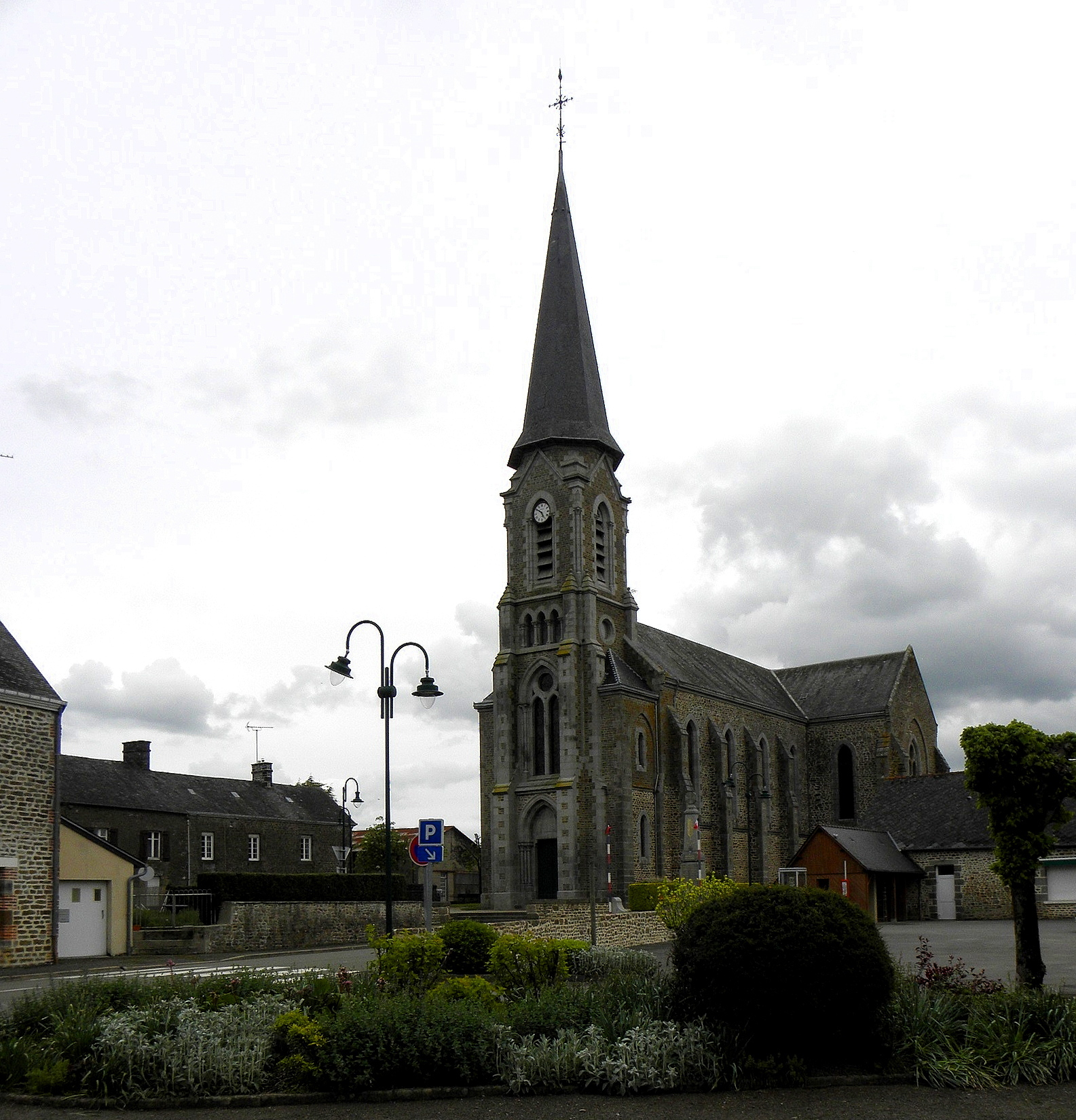
Kirche Saint-Médard

- Burgruine von Château-Neuf